# آینه و نور
آینه و نور (به انگلیسی: The Mirror & The Light) کتاب داستان تاریخی اثر هیلاری منتل نویسنده انگلیسی است. داستان این کتاب در دنبالهٔ دو کتاب تالار گرگ (۲۰۰۹) و اجساد را بیاورید (۲۰۱۲) نوشته شده و آخرین جلد از سه‌گانهٔ این نویسنده درباره زندگی تامس کرامول، وزیر هنری هشتم است. این کتل به وقایع سال‌های ۱۵۳۶ تا اعدام کرامول در ۱۵۴۰ می‌پردازد.
آینه و نور که دوازدهمین رمان منتل است، با فاصله حدود هشت سال از کتاب قبلی وی در مارس سال ۲۰۲۰ منتشر شد و با استقبال خوانندگان و منتقدان مواجه شده. همچنین این کتاب در سال ۲۰۲۱ برندهٔ جایزه والتر اسکات برای رمان‌های تاریخی شد.

## داستان
داستان آینه و نور از بلافاصله بعد از اعدام آن بولین در سال ۱۵۳۶ شروع می‌شود و رسیدن کرامول به اوج قدرت و ثروتش را روایت می‌کند. کتاب در نهایت با مغضوب شاه گردیدن و سقوط او از قدرت و اعدامش در ملا عام در تاور هیل ختم می‌شود.